# 116 (numero)
Centosedici (116) è il numero naturale dopo il 115 e prima del 117.

## Proprietà matematiche
- È un numero pari.
- È un numero composto con i 6 seguenti divisori: 1, 2, 4, 29, 58, 116. Poiché la somma dei suoi divisori (escluso il numero stesso) è 94 < 116 è un numero difettivo.
- È un numero noncototiente.
- È parte delle terne pitagoriche (80, 84, 116), (87, 116, 145), (116, 837, 845), (116, 1680, 1684), (116, 3363, 3365).
- È un numero congruente.
- È un numero malvagio.

## Chimica
- È il numero atomico del Livermorio (Lv).

## Astronomia
- 116P/Wild è una cometa periodica del sistema solare.
- È il codice che designa l'Osservatorio astronomico di Giesing.
- 116 Sirona è un asteroide della fascia principale del sistema solare.
- NGC 116 è una galassia della costellazione della Balena.

## Astronautica
- Cosmos 116 è un satellite artificiale russo.